# 欣格爾敦 (加利福尼亞州)
欣格爾敦（英語：Shingletown）是位於美國加利福尼亞州沙斯塔縣的一個人口普查指定地區。

## 地理
欣格爾敦的座標為40°29′46″N 121°51′49″W / 40.49611°N 121.86361°W，而該地最高點為海拔高度1064米（即3468英尺）。

## 人口
根據2010年美國人口普查的數據，欣格爾敦的面積為64.021平方千米，當中陸地面積為63.843平方千米，而水域面積為0.178平方千米。當地共有人口2283人，而人口密度為每平方千米35人。